# Chilkasa falcata
Chilkasa falcata là một loài bướm đêm trong họ Noctuidae.

## Hình ảnh

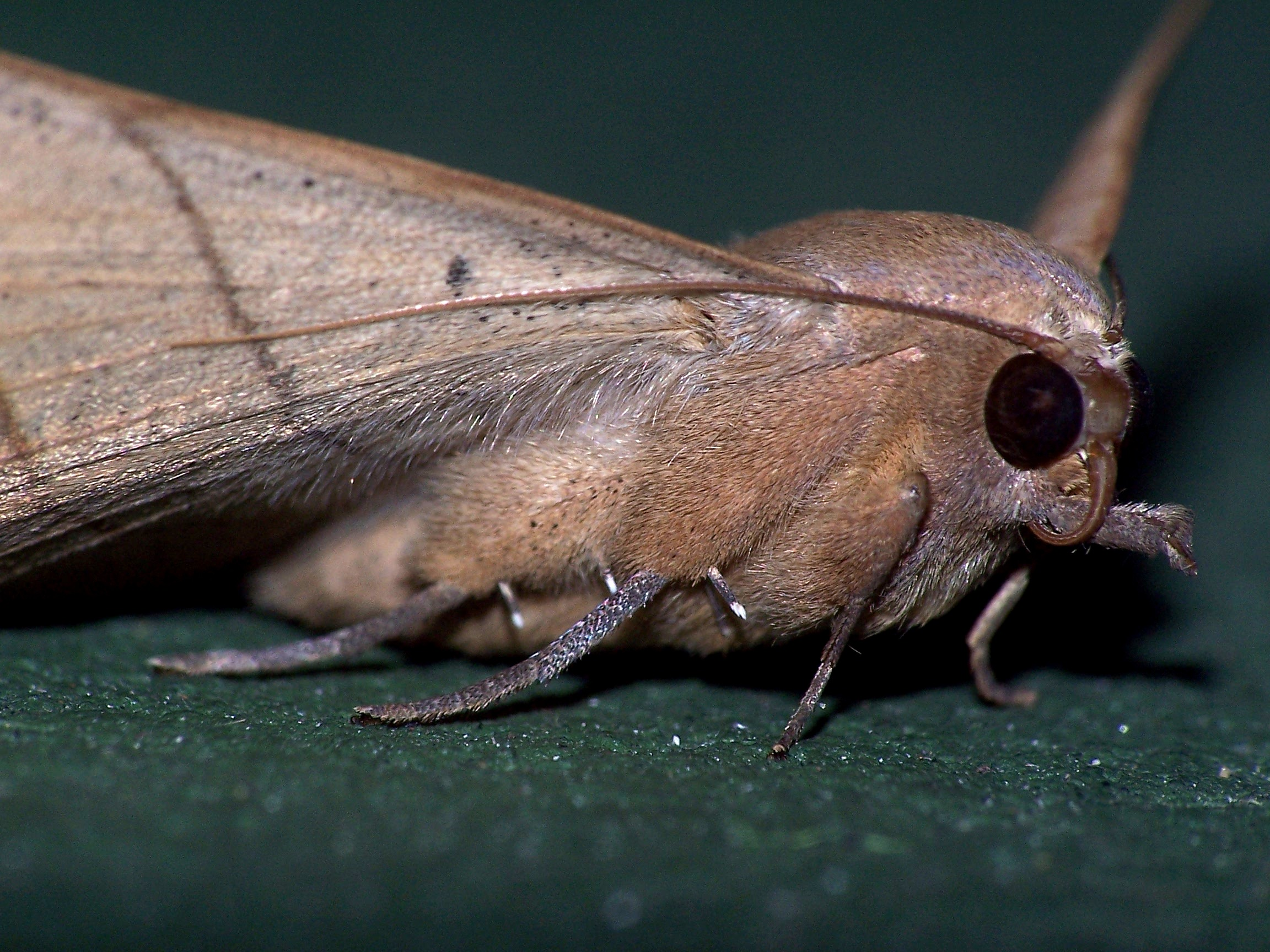